# Альянц Рив'єра
«Альянц Рив'єра» (фр. Allianz Riviera) — багатофункціональний стадіон у місті Ніцца. Вміщає 35 624 глядачів. На ньому свої домашні матчі проводить футбольний клуб «Ніцца».

## Історія
Від початку планувалось розпочати будівництво у 2007, але через фінансові проблеми початок будівництва перенесли на пізніший строк. Будівництво арени розпочалось 2011 року та було завершено 2013. Стадіон є домашнею ареною футбольного клубу «Ніцца», інколи тут проводить матчі регбійний клуб «Тулон». Стадіон вміщує 35 624 глядачів та замінив муніципальний стадіон.
Стадіон приймав матчі чемпіонат Європи з футболу 2016, три матчі групового турніру та один 1/8 фіналу.

## Євро 2016
| Дата           | Час (CET) | Збірна #1 | Рахунок | Збірна #2         | Раунд      | Глядачі |
| -------------- | --------- | --------- | ------- | ----------------- | ---------- | ------- |
| 12 червня 2016 | 18:00     | Польща    | 1–0     | Північна Ірландія | Група C    | 33,742  |
| 17 червня 2016 | 21:00     | Іспанія   | 3–0     | Туреччина         | Група D    | 33,409  |
| 22 червня 2016 | 21:00     | Швеція    | 0–1     | Бельгія           | Група E    | 34,011  |
| 27 червня 2016 | 21:00     | Англія    | 1–2     | Ісландія          | 1/8 фіналу | 33,901  |